# آرون لونغ
آرون لونغ (بالإنجليزية: Aaron Long)‏ (12 أكتوبر 1992 في الولايات المتحدة - ) هو لاعب كرة قدم أمريكي في مركز الوسط. لعب مع سياتل ساوندرز ونيويورك ريد بولز وبورتلاند تمبرز وتاكوما ديفنس ونيو يورك ريد بولز 2 ونادي توكسون وOrange County SC ‏ ونادي ساكارامينتو ريببلك.

## وصلات خارجية
- آرون لونغ على موقع الدوري الأمريكي (الإنجليزية)
- آرون لونغ على موقع قاعدة بيانات كرة القدم.إي يو (الإنجليزية)
- آرون لونغ على موقع ناشيونال فوتبول تيمز (الإنجليزية)
- آرون لونغ على موقع Soccerbase.com (لاعب) (الإنجليزية)
- آرون لونغ على موقع Soccerway.com (الإنجليزية)
- آرون لونغ على موقع عالم كرة القدم.نت (الإنجليزية)
- آرون لونغ على موقع AS.com (الإسبانية)